# Mikhaïl Mikechine
Mikhaïl Mikéchine, (en russe : Микешин, Михаил Осипович) né le 21 février 1835 près de Roslavl et mort le 31 janvier 1896 à Saint-Pétersbourg, est un sculpteur et dessinateur russe. Membre de l'Académie impériale des beaux-arts, il travaille régulièrement pour la maison Romanov.

## Œuvres

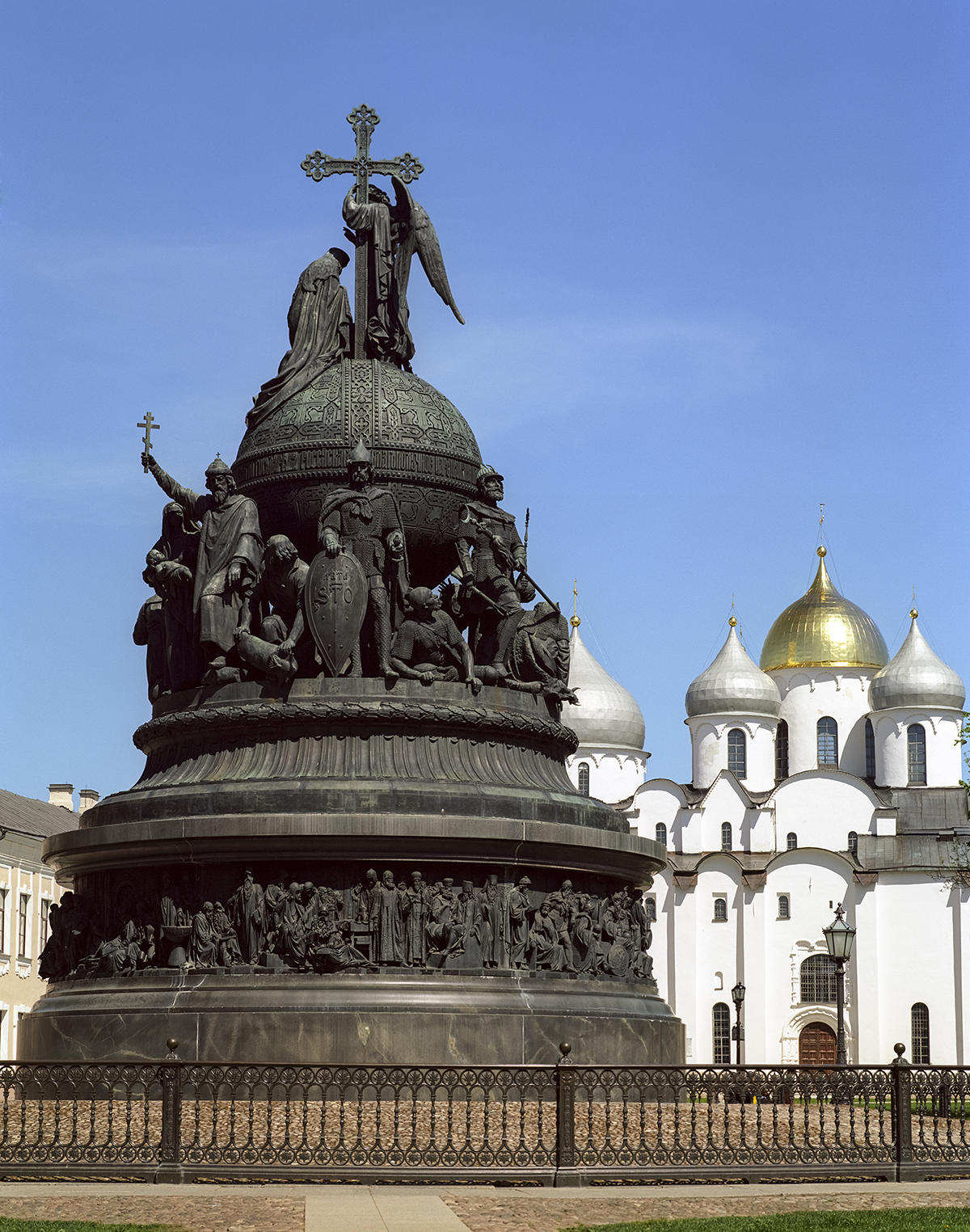
Millénaire de la Russie.
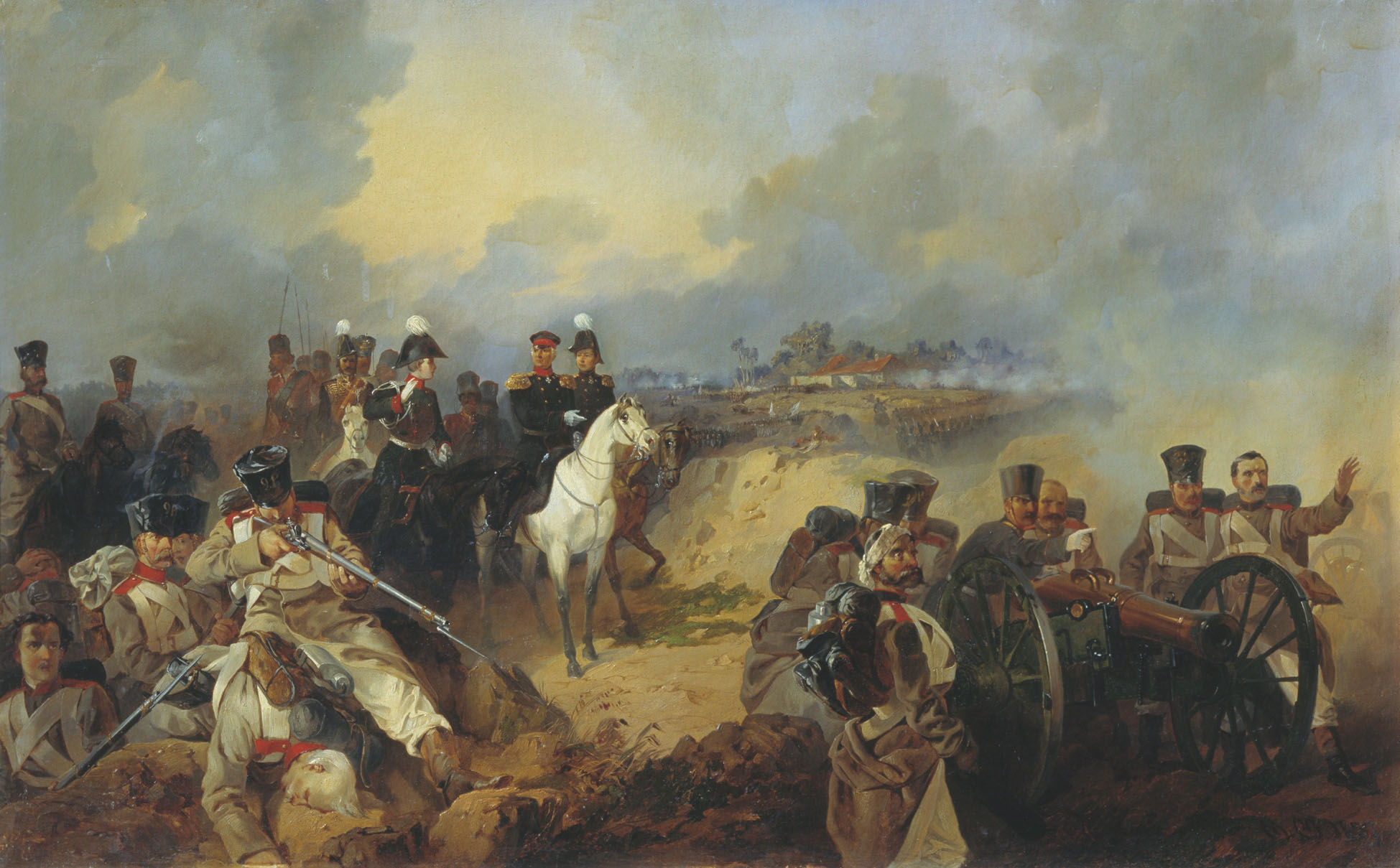
La Bataille de Montmirail.
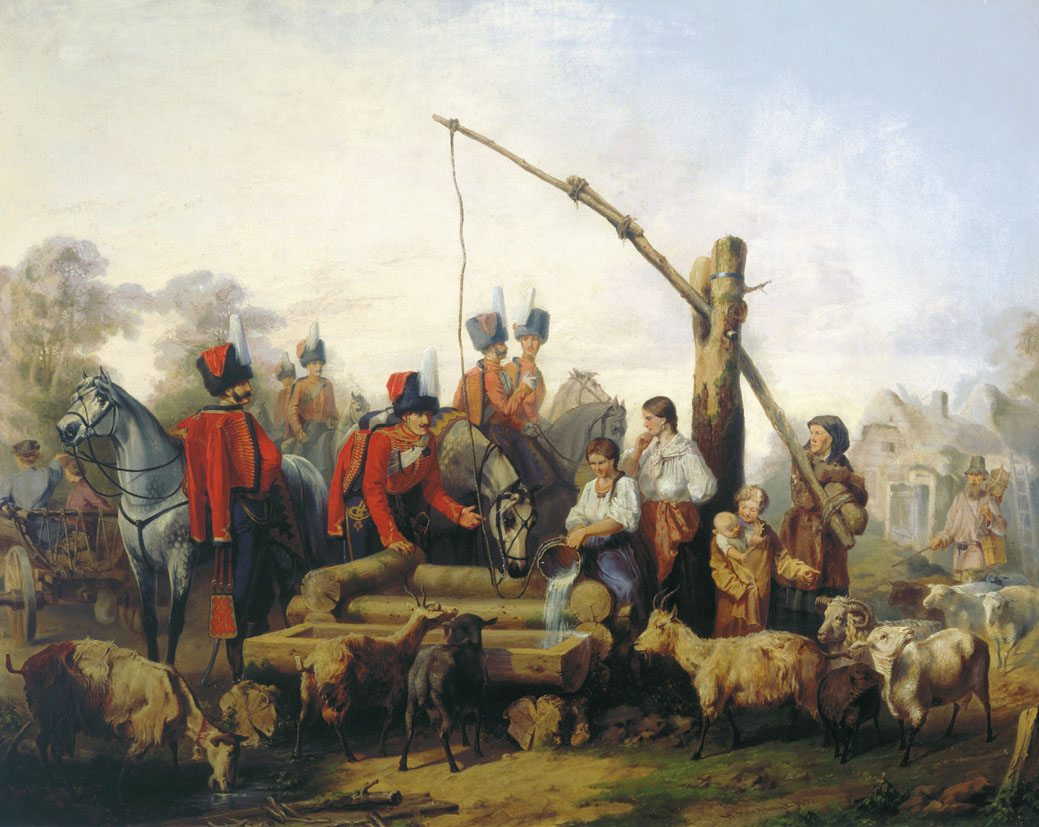
Hussards à l'abreuvoir.
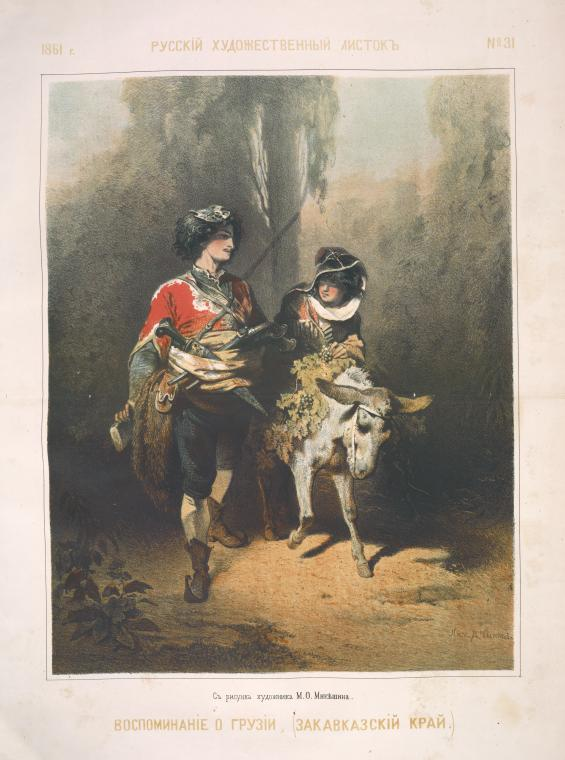
Souvenir de la Géorgie.
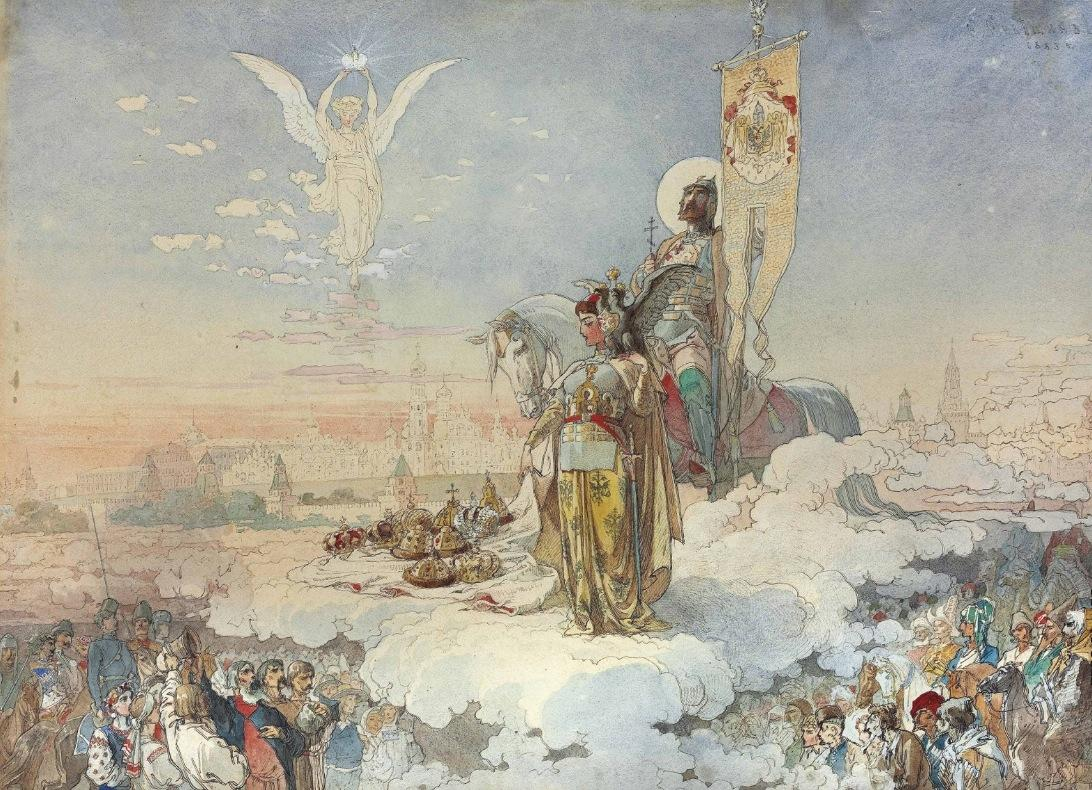
Couronnement d'Alexandre III.
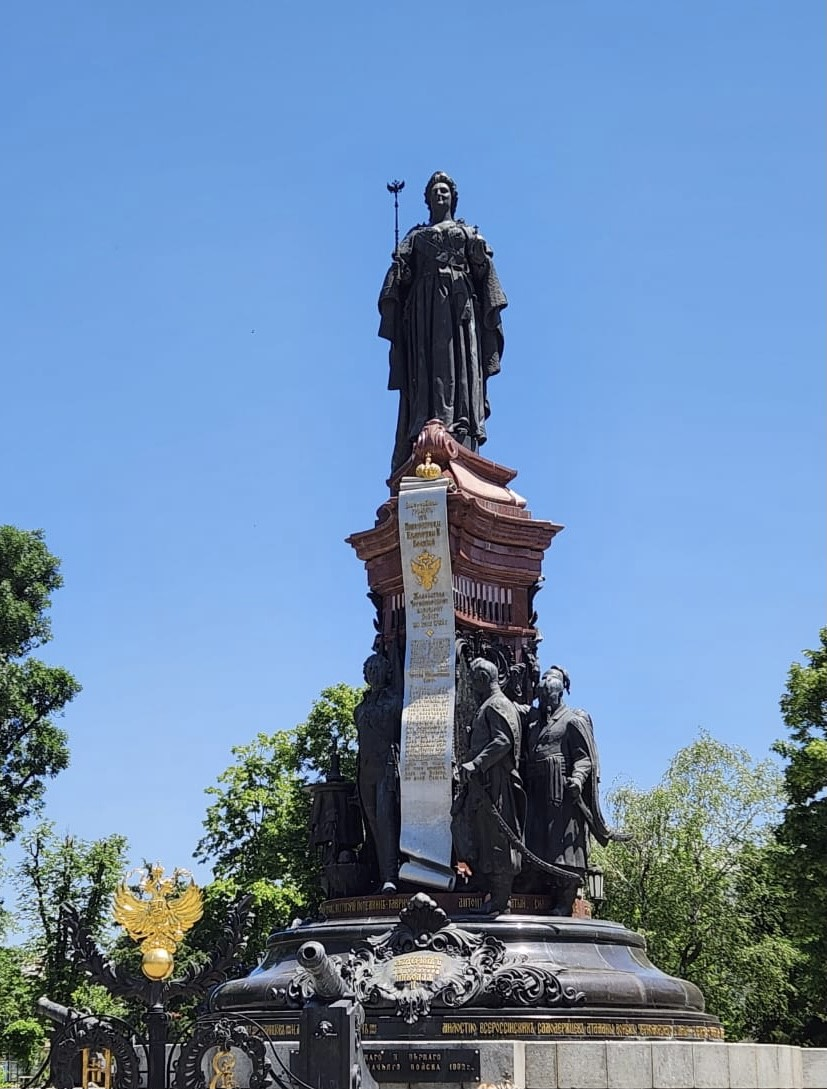
Krasnodar, monument à Catherine II.